# Charles-François de Loménie de Brienne
Pour les autres membres de la famille, voir Famille de Loménie.
Pour les articles homonymes, voir Brienne.
Charles-François de Loménie de Brienne, né à Paris en 1637, mort à Coutances le 7 avril 1720, est un prélat catholique français, évêque de Coutances de 1668 à sa mort.

## Biographie
Charles-François de Loménie est un fils cadet d'Henri-Auguste de Loménie, secrétaire d'État aux Affaires étrangères de Mazarin, et de Louise de Béon, héritière du comté de Brienne; il a pour précepteur Pierre Blanger. Il est docteur de la Sorbonne. Pourvu comme abbé commendataire de Saint-Eloi de Noyon, de Saint-Cyprien de Poitiers (1670-1720)  et de l'abbaye Saint-Germain d'Auxerre, il reçoit la charge de l'évêché de Coutances. À la suite du refus de Claude Auvry de réintégrer son siège épiscopal, il est désigné en 1666 comme évêque de Coutances et consacré le 19 février 1668 en l'église des Carmélites de Saint-Denis par François de Harlay de Champvallon alors archevêque de Rouen. À Coutances, il fonde une maison pour les filles de l'union chrétienne, destinée à accueillir les nouvelles converties. Il meurt en fonction et est inhumé dans le chœur de la cathédrale.